# Baroncjusz
Baroncjusz – imię męskie wywodzące się z języka aramejskiego i oznaczające "syn Oncjusza" (por. Bartłomiej i Barnaba). Patronem tego imienia jest św. Baroncjusz, wspominany razem ze św. Dezyderym (VII wiek).
Baroncjusz imieniny obchodzi 25 marca.